# Vongola

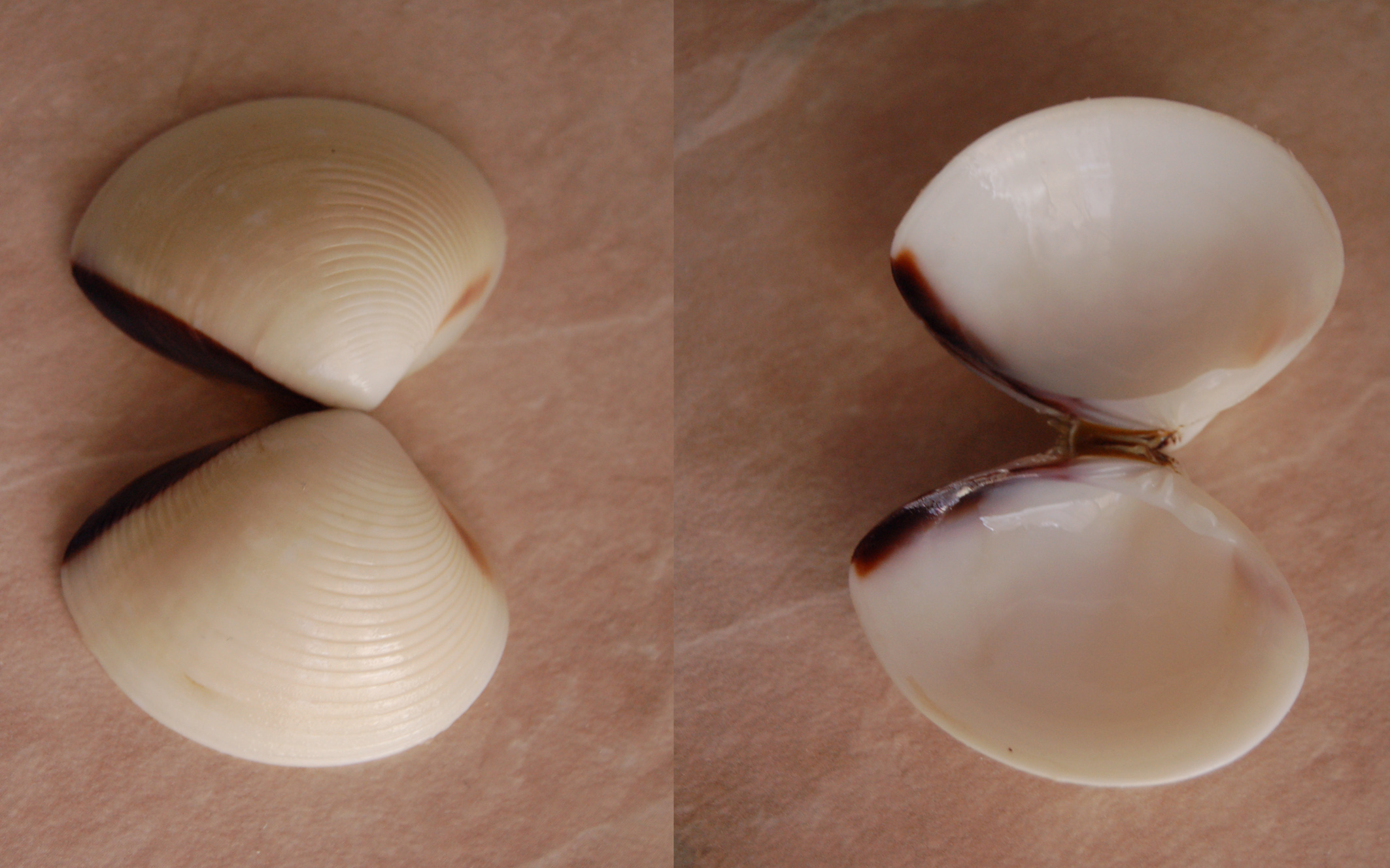
Meretrix lyrata

Vongola è il nome comune utilizzato per identificare svariate specie di molluschi bivalvi del superordine degli Imparidentia.

## Origine del nome
Il termine vongola, diffuso tra tutti gli italofoni, trae origine dal napoletano vongola, a sua volta dal latino conchŭla, diminutivo di concha, ossia conchiglia.

## Specie
Di seguito alcune tra le vongole più diffuse, della famiglia Veneridae:
- Austrovenus stutchbury, vongola australiana
- Chamelea gallina (Linnaeus 1758), vongola comune o vongola gallina o lupino
Sinonimi: Venus gallina (Linnaeus 1758)
- Dosinia exoleta (Linnaeus, 1758), lupino o vongola
- Meretrix lyrata (Sowerby 1851), vongola del Pacifico
Sinonimi: Cytherea lyrata (Sowerby, 1851), Meretrix lusoria (Röding, 1798)
- Meretrix meretrix (Linnaeus, 1758), vongola del Pacifico
Sinonimi: Venus meretrix (Linnaeus, 1758), Venus lusoria (Röding, 1798), Meretrix labiosa (Lamarck, 1801), Cytherea ponderosa (Schumacher, 1817), Cytherea impudica (Lamarck, 1818), Cytherea catanea (Lamarck, 1818), Cytherea graphica (Lamarck, 1818), Cytherea morphina (Lamacrk, 1818), Cytherea zonaria (Lamarck, 1818), Cytherea formosa (Sowerby, 1851), Meretrix fusca (Deshayes, 1853)
- Paphia textile (Gmelin, 1791), vongola del Pacifico
Sinonimi: Tapes textile, Venus textrix (Chemnitz, 1784), Venus textile (Gmelin, 1791), Paphia textrix(Gmelin, 1791), Tapes sumatranus  (Thiele & Jaeckel, 1931)
- Paratapes undulatus (Born, 1770), vongola del Pacifico
Sinonimi: Paphia undulata (Born, 1778), Paratapes scordalus (Iredale, 1936), Venus rimosa (Philippi, 1847), Venus undulata (Born, 1778)
- Pitar rostrata (Koch, 1844), vongola uruguaiana
- Protothaca staminea (Conrad, 1837), vongola canadese
- Tivela mactroides (Born, 1978), vongola venezuelana
- Venerupis aurea (Gmelin, 1791), vongola o longone.
Sinonimi: Tapes aureus (Gmelin, 1791), Venerupis pullastra (Montagu, 1803)
- Venerupis decussata (Linnaeus, 1758), vongola verace
Sinonimi: Tapes decussatus (Linnaeus 1758), Tapes decussata)
- Venerupis philippinarum (A. Adams & Reeve, 1850), falsa vongola verace
Sinonimi: Tapes japonica (Deshayes, 1853), Tapes philippinarum (A. Adams & Reeve, 1850), Tapes semidecussata (Reeve, 1864), Venerupis japonica (Deshayes, 1853), Venerupis semidecussata (Reeve, 1864)

### Famiglia Arcticidae
- Arctica islandica (Linnaeus, 1767), vongola artica

### Famiglia Semelidae
- Scrobicularia plana (da Costa, 1778), vongola scrobicularia